# Magnaporthe grisea
Magnaporthe grisea är en svampart som först beskrevs av T.T. Hebert, och fick sitt nu gällande namn av M.E. Barr 1977. Magnaporthe grisea ingår i släktet Magnaporthe och familjen Magnaporthaceae.   Inga underarter finns listade i Catalogue of Life.

## Bildgalleri

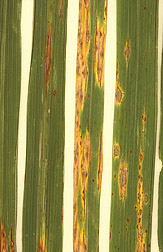
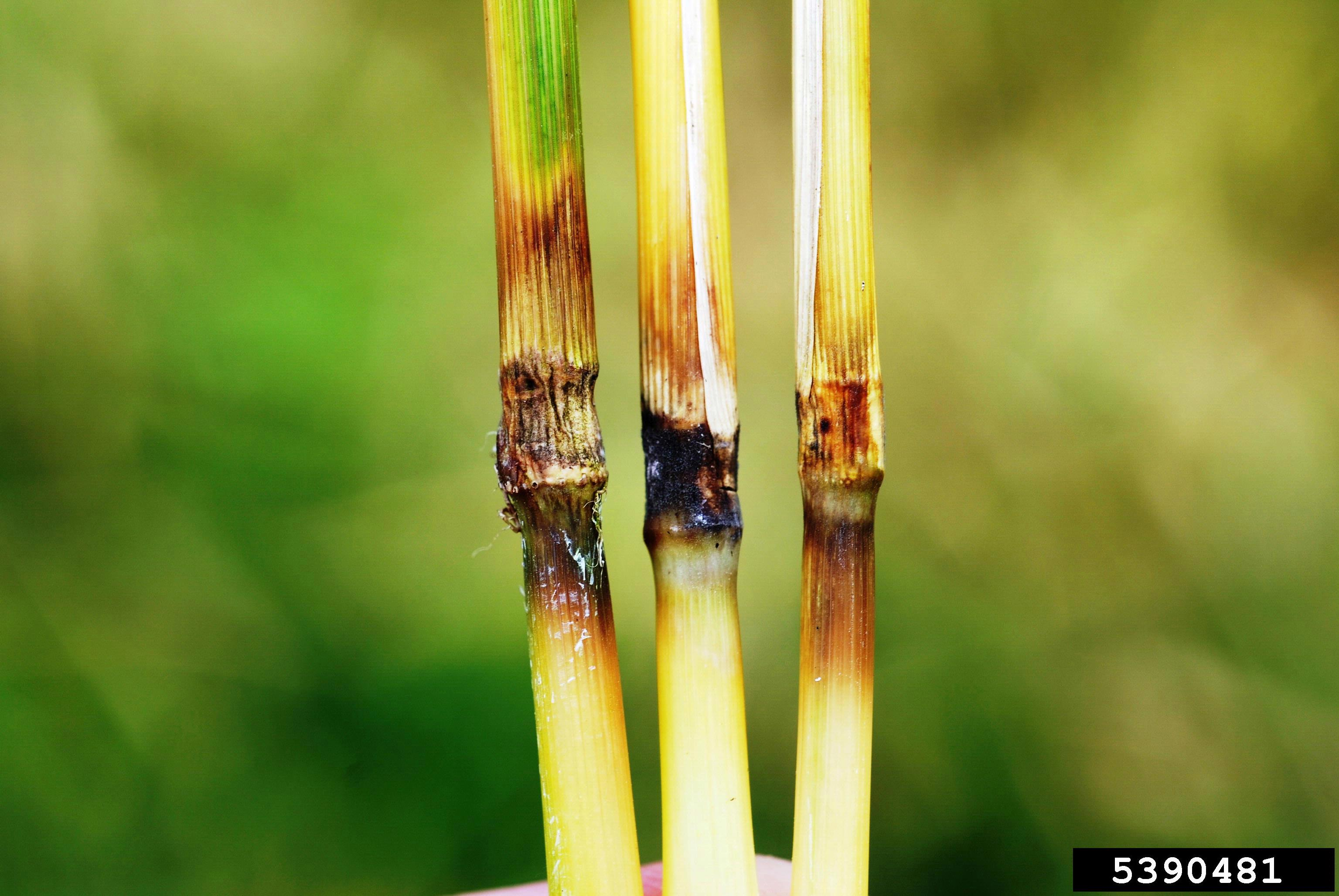
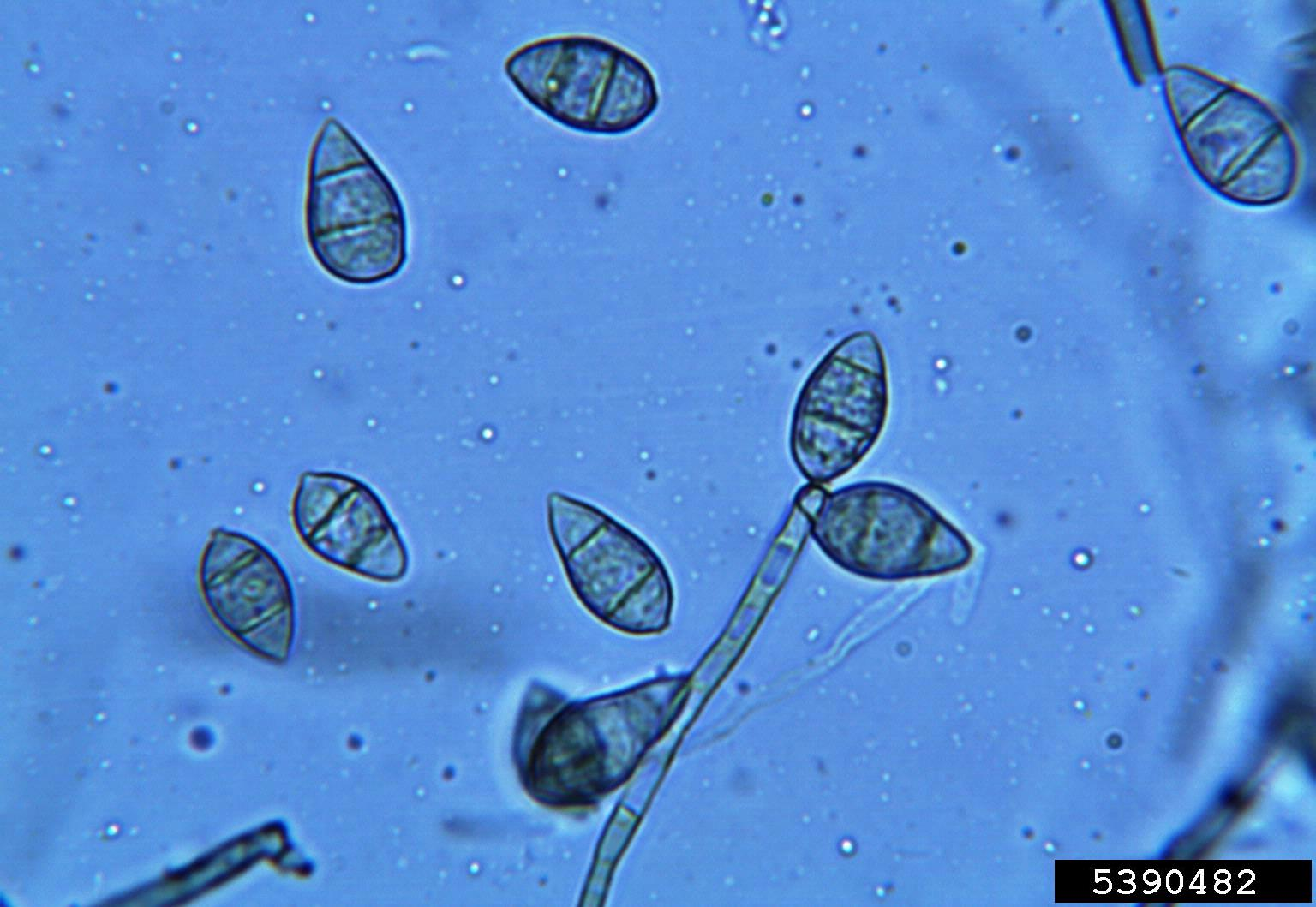
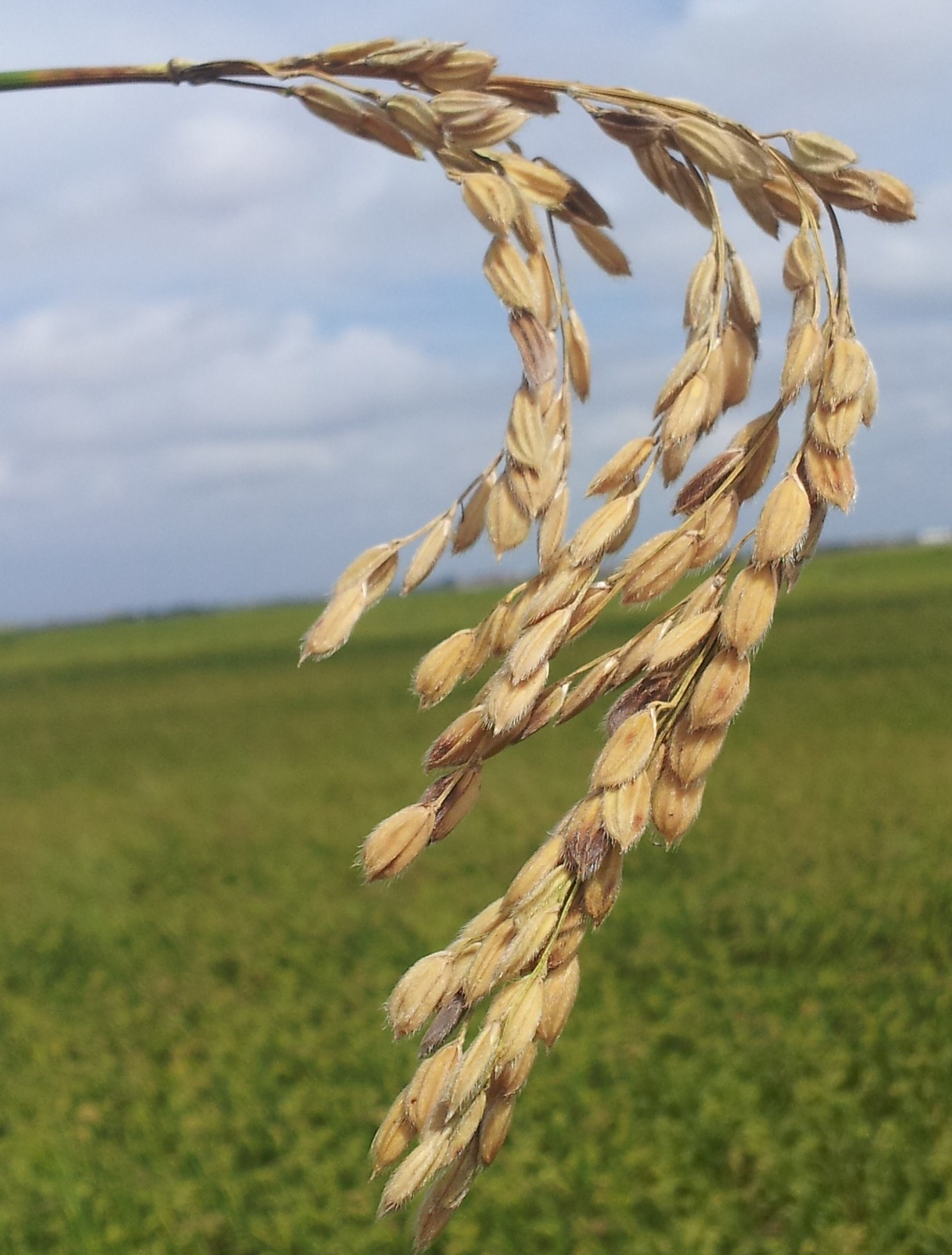
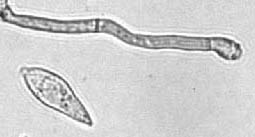